# Hans-Günther Assel
Hans-Günther Assel (* 24. Juni 1918 in Breslau; † 5. November 2002) war ein deutscher Politikwissenschaftler.

## Werdegang
Assel studierte Germanistik, Anglistik und Geschichte an den Universitäten Breslau und München. Nachdem er 1946 das Zweite Staatsexamen für das Lehramt an Höheren Schulen absolviert hatte, arbeitete er bis 1964 als Lehrer in Bayern. Er promovierte 1948 im Fach Geschichte an der Universität Erlangen. Danach studierte er an der Hochschule für Wirtschafts- und Sozialwissenschaften in Nürnberg und promovierte 1951 im Fach Soziologie.
Von 1963 bis 1973 war er Dozent für Zeitgeschichte an der Pädagogischen Hochschule in Nürnberg. 1970 erfolgte seine Ernennung zum Honorarprofessor. Von 1973 bis 1983 war er Professor für Politikwissenschaft an der Universität Erlangen-Nürnberg.
Des Weiteren war er von 1968 bis 1985 Vorsitzender des Landesausschusses Bayern im Deutschen Evangelischen Kirchentag. Politisch engagierte sich Assel in der CSU, für die er bei der Bundestagswahl 1961 erfolglos zum Deutschen Bundestag kandidierte.

## Ehrungen
- 1984: Verdienstkreuz am Bande der Bundesrepublik Deutschland
- 1999: Verdienstkreuz 1. Klasse der Bundesrepublik Deutschland